# 甲酸镥
甲酸镥是镥(III)的甲酸盐，化学式为Lu(HCOO)3，或写成Lu(HCO2)3。

## 性质
甲酸镥加热可以分解，在255℃分解为碱式碳酸盐，在706℃生成氧化镥。